# أنتوني تشن
أنتوني تشن (بالصينية: 陳友) (و. 1952 – م) هو ممثل، ومغني، ومخرج سينمائي، من جمهورية الصين الشعبية، ولد في هونغ كونغ.

## وصلات خارجية
- أنتوني تشن على موقع IMDb (الإنجليزية)
- أنتوني تشن على موقع ألو سيني (الفرنسية)
- أنتوني تشن على موقع ميوزك برينز (الإنجليزية)
- أنتوني تشن على موقع أول موفي (الإنجليزية)
- أنتوني تشن على موقع قاعدة بيانات الفيلم (الإنجليزية)
- أنتوني تشن على موقع كينوبويسك (الروسية)